# Rachel (cantante neerlandesa)
Rachel Traets (Kite, 16 de agosto de 1998) es una cantante de los Países Bajos. 
En 2011 participó en la ronda preliminar del Festival de Eurovisión Junior. Durante estos preliminares Traets cantaba la canción "Ik been een teenager". Su canción describe lo que es ser un adolescente. Traets ganó la final nacional. El 3 de diciembre de 2011 representó a los Países Bajos durante el Festival de Eurovisión Junior 2011 en Ereván. Ella quedó en segunda posición. 

## Discografía
Álbumes
- Teenager, 2012

Sencillos
- "Ik Ben een teenager"[1]
- "Never Nooit"[1]
- "Nanana"
- "Als Jij Maar Bij Me Bent"
- "Bad Ringtone"
- "Holding On"